# Philippine Airlines
Philippine Airlines, ook wel PAL, is de nationale luchtvaartmaatschappij van de Filipijnen. Het was de eerste en dus tevens de oudste nog bestaande luchtvaartmaatschappij in Azië. De maatschappij vliegt zowel op nationale als internationale bestemmingen. De belangrijkste hub is Ninoy Aquino International Airport bij Manilla. De belangrijkste concurrenten van Philippine Airlines zijn China Airlines en Japan Airlines.

## Geschiedenis
Philippine Airlines werd op 26 februari 1941 opgericht door een groep zakenmensen onder leiding van Andres Soriano. Daarmee is het de oudste luchtvaartmaatschappij van Azië die nog onder de huidige naam opereert. Voormalig senator Ramon Fernandez was de voorzitter en president in die begintijd, terwijl Andres Soriano de algemeen manager was. Door investering door de overheid in het bedrijf werd PAL nog datzelfde jaar genationaliseerd.
De eerste vlucht vond plaats op 15 maart 1941 met een Beechcraft Model 18-vliegtuig, dat dagelijkse vluchten uitvoerde tussen Manilla (vanaf Nielson Field) en Baguio. Op 22 juli kocht het bedrijf het franchise-recht op de Philippine Aerial Taxi Company. De Tweede Wereldoorlog onderbrak de diensten van PAL tot 1945. De twee Beechcraft Model 18's en hun piloten werden bij het uitbreken van de oorlog op 18 december 1941 ingezet om Amerikaanse piloten te evacueren naar Australië. Een van de twee vliegtuigen werd boven Mindanao neergeschoten en het andere werd vernietigd op de grond bij een luchtaanval op Soerabaja in Indonesië.
Op 20 juni 1962 maakte een Douglas DC-8 haar eerste vlucht voor de luchtvaartmaatschappij. Het was daarmee de eerste dienst met een vliegtuig met straalmotoren.
Op 3 april 2012 kocht San Miguel Equity Investments, een bedrijfsonderdeel van het Filipijnse dranken- en voedingsmiddelenbedrijf San Miguel Corporation, een aandelenbelang van 49% in de luchtvaartmaatschappij. Deze aandelenkoop had een waarde van US$ 500 miljoen.
Tussen 2020 en 10 juli 2013 stond de luchtvaartmaatschappij op de zwarte lijst van de Europese Unie.
Op 29 januari 2019 kocht ANA Holdings, de moedermaatschappij van All Nippon Airways, een aandelenbelang van 9,5% in PAL Holdings, het moederbedrijf van Philippine Airlines. De koopsom was US$ 95 miljoen.
Als een gevolg van de coronapandemie raakte de maatschappij in financiële problemen en vroeg bescherming aan tegen de schuldeisers. Na vier maanden overleg bereikte PAL overeenstemming met schuldeisers, aandeelhouders en personeel. De vluchten zijn tijdens deze periode gewoon doorgegaan.

## Vloot
In juli 2016 bestaat de vloot van Philippine Airlines uit:
- 10 Airbus A320-200
- 21 Airbus A321-200
- 15 Airbus A330-300
- 6 Airbus A340-300
- 7 Boeing 777-300

## Incidenten
- Op 26 juni 1987 stortte een Hawker Siddeley HS-748 neer in Baguio tijdens een poging om te landen tijdens moessonregens.
- Op 3 december 1987 stortte een Shorts 360-300 neer vlak bij Maria Cristina Airport in Iligan.
- Op 21 juli 1989 schoot een BAC One-Eleven door op de landingsbaan van Ninoy Aquino International Airport in Manilla. Er werden hierbij enkele voertuigen geraakt op een aanliggende weg.
- Op 11 mei 1990 explodeerde de centrale brandstoftank van een Boeing 737-300 met registratienummer EI-BZG terwijl het vliegtuig in de buurt van de terminal van Ninoy Aquino International Airport in gereedheid gebracht werd voor het opstijgen. Een soortgelijke explosie was zes jaar later de oorzaak van de ramp met de TWA 800 in de buurt van New York.
- Op 11 december 1994 explodeerde een kleine bom onder stoel 26K van vlucht 434 onderweg van Manilla naar Tokyo. De Japanse zakenman die op de stoel zat kwam hierbij als enige van de 293 inzittenden om het leven en de Boeing 747-200 kon veilig landen op Naha Airport op Okinawa. Later ontdekten onderzoekers dat de bom geplaatst was door Ramzi Yousef, een terrorist met links naar Al Qaida. De bom zou een test geweest zijn voor een terroristische aanval die hij aan het plannen was. Dit Bojinka-complot werd ontdekt nadat een laptop met daarop de plannen werd ontdekt bij een brand in een appartement in Manilla.
- Op 22 maart 1998 schoot vlucht 137 door bij de landing in Bacolod op het eiland Negros, waarbij het vliegtuig diverse huizen op de grond verwoeste. Geen van de inzittenden van de Airbus A320 kwam om het leven, maar er waren wel veel gewonden. Op de grond kwamen drie mensen bij het incident om het leven.
- Op 25 mei 2000 werd vlucht 812 op weg van Davao City naar Manilla gekaapt door een man met huwelijksproblemen. De man werd tijdens de vlucht door een steward uit het vliegtuig geduwd en kwam vervolgens om het leven toen zijn zelfgemaakte parachute niet openging. Geen enkele passagier of bemanningslid raakte bij dit incident gewond.
- Op 26 oktober 2007 schoot vlucht 475 door bij de landing in Butuan op het eiland Mindanao. De Airbus A320 had 148 passagiers aan boord. Er waren 34 gewonden, onder wie de twee piloten.